# يسرائيل حسون
يسرائيل حسون ((بالعبرية: ישראל חסון‏)، مواليد 27 أبريل 1955) هو سياسي إسرائيلي ونائب المدير السابق لجهاز شاباك. وهو حاليا عضو في الكنيست عن حزب كاديما.
ولد في دمشق في سوريا و هاجر إلى فلسطين في السابعة من عمره.

## وصلات خارجية
- يسرائيل حسون على موقع الكنيست
- يسرائيل حسون إسرائيل بيتنا